# Psilomerus angustus
Psilomerus angustus är en skalbaggsart som beskrevs av Louis Alexandre Auguste Chevrolat 1863. Psilomerus angustus ingår i släktet Psilomerus och familjen långhorningar. Inga underarter finns listade i Catalogue of Life.